# Sauraha
Sauraha (nep. सौराहा) – gaun wikas samiti w zachodniej części Nepalu w strefie Lumbini w dystrykcie Kapilvastu. Według nepalskiego spisu powszechnego z 2001 roku liczył on 485 gospodarstw domowych i 3401 mieszkańców (1603 kobiet i 1798 mężczyzn).